# Eén land, één samenleving

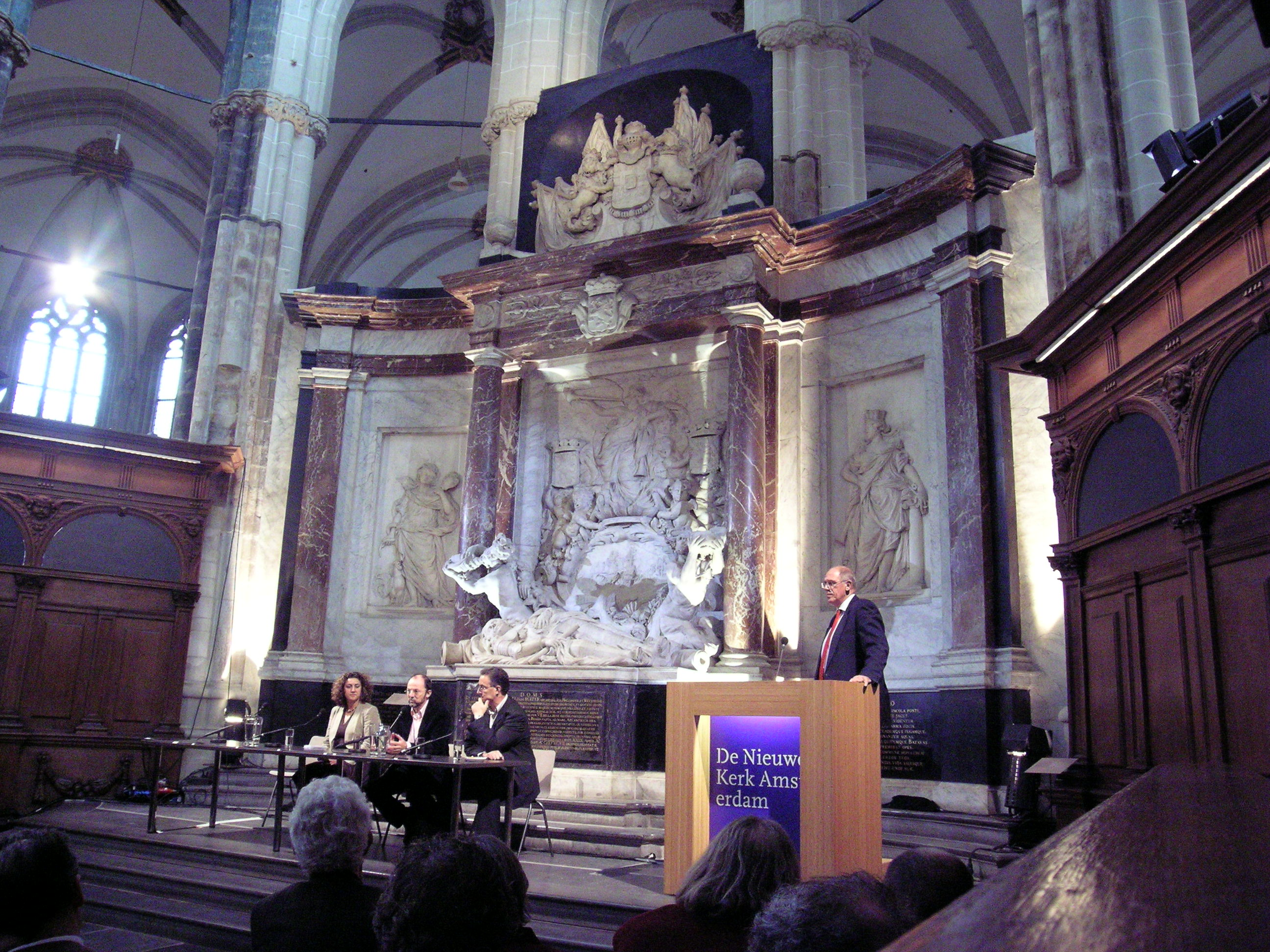
Het slotdebat van de manifestatie in de Nieuwe Kerk in Amsterdam, met Hans Dijkstal rechts

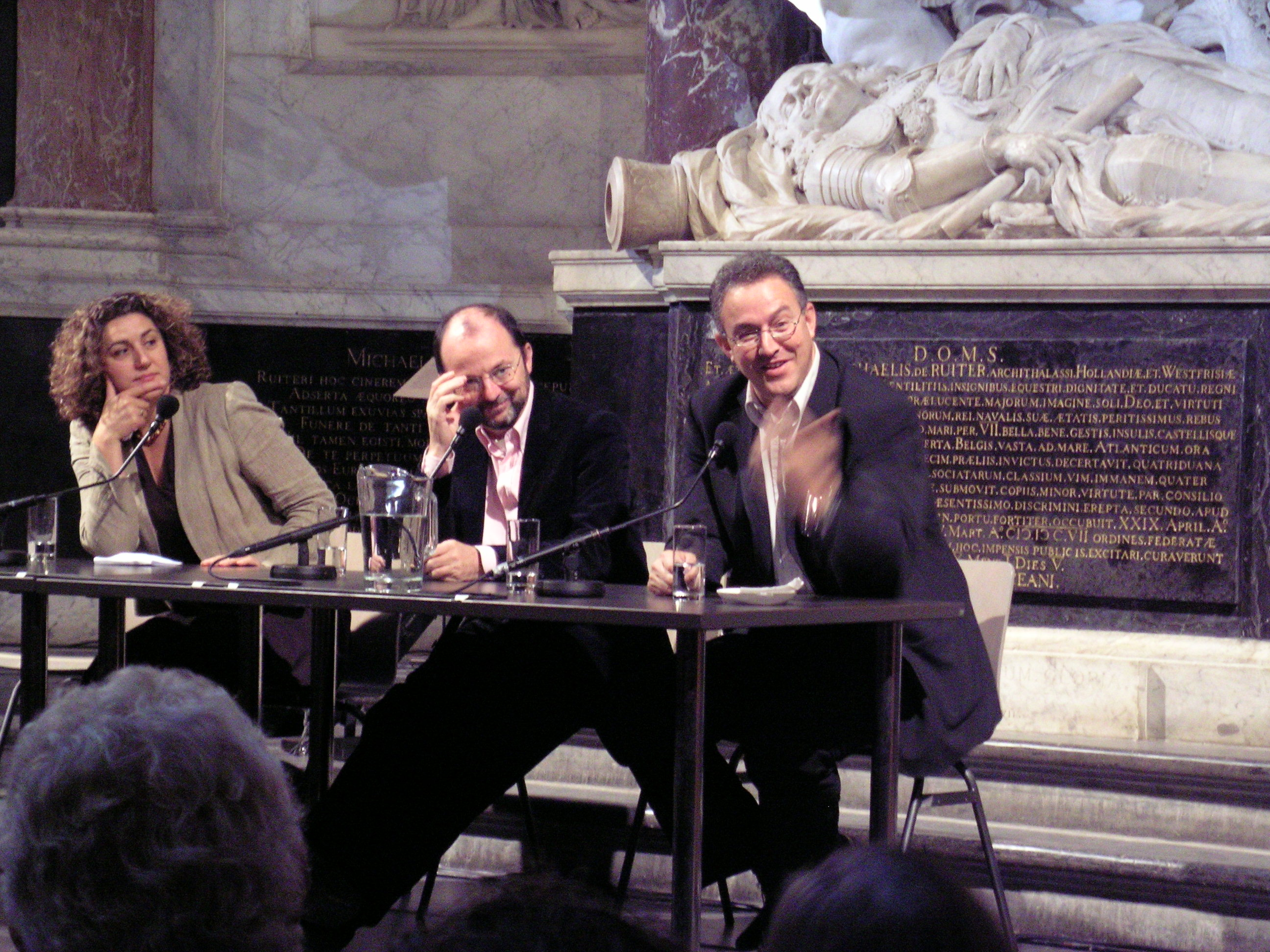
Hetzelfde slotdebat, met v.l.n.r. Halleh Gorashi, SCPB directeur Paul Schnabel en Amsterdams wethouder Ahmed Aboutaleb

Eén land, één samenleving is een politiek en maatschappelijk initiatief van een aantal (oud-)politici uit Nederland dat beoogt de eendracht in de samenleving te versterken.
Het manifest Eén land, één samenleving werd gepresenteerd op 4 april 2006 in Den Haag. De initiatiefnemers waren toen Hans Dijkstal (VVD), Bas de Gaay Fortman (GroenLinks), Jos van Kemenade (PvdA), Anja Meulenbelt (SP), 
Tineke Lodders (CDA), Rinus Penninx (Universiteit van Amsterdam), Mohamed Rabbae (GroenLinks), Jan Terlouw (D66) en Kars Veling (ChristenUnie).
De opstellers van het manifest stelden dat het politiek klimaat ten opzichte van allochtonen verhard zou zijn. Ze wijtten dat aan het beleid van het tweede kabinet-Balkenende. Ze pleiten voor meer wederzijds respect en integratie.
Op 20 april 2012 is de beweging nieuw leven ingeblazen met als doel het debat en de beeldvorming in de media te nuanceren en de positieve aspecten van een multiculturele samenleving te benadrukken waardoor de ontstane polarisatie vermindert.